# Ernst Willers

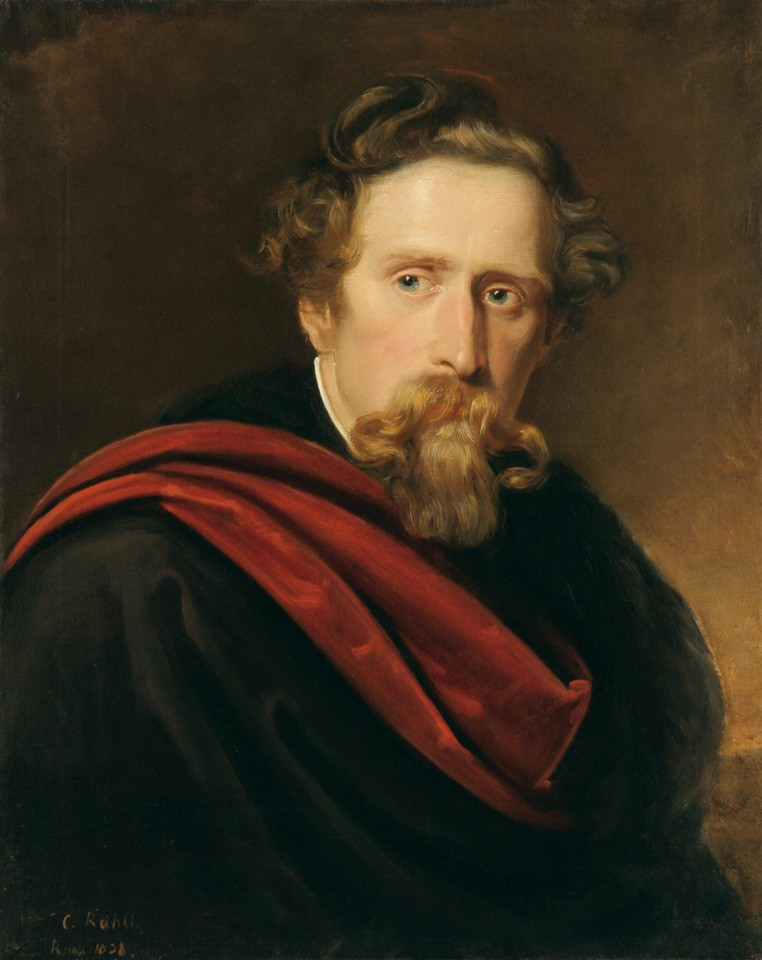
Ernst Willers, 1838 gemalt von Carl Rahl

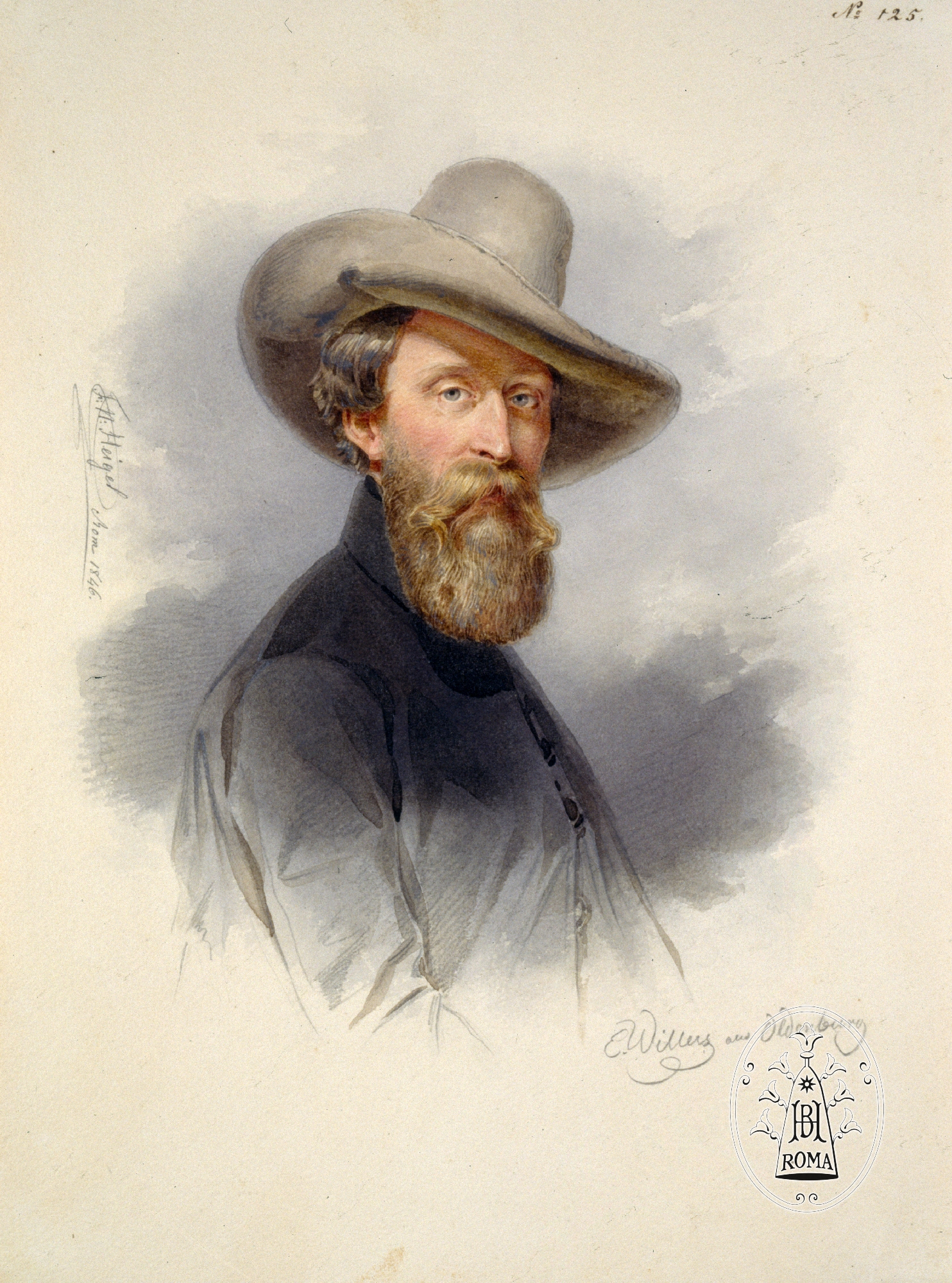
Porträt Ernst Willers, gezeichnet von Franz Napoleon Heigel, Rom 1846

Ernst Wilhelm Dietrich Willers (* 14. Februar 1803 in Oldenburg, (Herzogtum Oldenburg); † 1. Mai 1880 in München) war ein deutscher Landschaftsmaler.

## Biographie
Willers war der älteste Sohn des Wagenmeisters Christian Dietrich Willers und dessen Ehefrau Helene geb. Hanken. Ab 1820 war der Vater Pächter des staatlichen Gasthofs „Das Neue Haus“ in Oldenburg. Willers besuchte die unteren Klassen des Gymnasiums in Oldenburg und absolvierte anschließend eine dreijährige Lehre als Anstreicher in Varel. Nach der Lehrzeit arbeitete er beim Düsseldorfer Dekorationsmaler Ludwig Pose, dem Vater des Malers Eduard Wilhelm Pose, und studierte gleichzeitig unter Peter Cornelius an der dortigen Kunstakademie. Unter dem Einfluss von Carl Friedrich Lessing fand er zur Landschaftsmalerei.
Unterstützt von Großherzog Peter von Oldenburg ging er 1824 nach Dresden zu Johan Christian Clausen Dahl, um seine Natur- und Landschaftsstudien fortzusetzen. Danach unternahm er Ausflüge in die Alpen und verweilte ab 1828 in München, wo er Schüler Carl Rottmanns wurde und erste großformatige Werke schuf, die später in den Besitz des Großherzogs kamen. Nach zwei Jahren kehrte nach Oldenburg zurück. Hier wandte er sich zur Motivsuche der oldenburgischen Landschaft zu und wurde im Neuenburger Urwald und vor allem im Hasbruch fündig, dessen Eichen sein beliebtestes Motiv dieser Zeit wurden. Von 1835 bis September 1861 lebte er in Rom und traf dort auf Joseph Anton Koch und Johann Wilhelm Schirmer. Mit letzterem reiste er durch die Campagna und die Sabiner Berge. Willers Aufenthalt in Rom wurde 1843 und von 1857 bis 1859 durch Reisen nach Griechenland im Auftrag des Großherzogs unterbrochen. In Rom gehörte Willers zu den Gründern des Deutschen Künstlervereins, dem er bis 1853 angehörte und in dessen Vorstand er in den Jahren 1846/47 engagiert war. Ab 1864 ließ er sich in München nieder, um im dortigen Umland wieder der Freilichtmalerei nachzugehen. Einer seiner bedeutenden Münchner Auftraggeber war der Dichter und Kunsthistoriker Adolf Friedrich Graf von Schack. Als Anerkennung seiner Landschaftsmalerei, die in der Romantik begann und sich später verstärkt dem Realismus zuwendete, erfuhr Willers die Bestallung zum oldenburgischen Hofmaler. Christian Griepenkerl, zu Beginn seiner Malerkarriere ein Schüler von Willers, porträtierte ihn 1877/78 als oldenburgischen Kunstheroen im Treppenhaus des Augusteums zu Oldenburg. Willers Werke waren häufig im Oldenburger Kunstverein ausgestellt.